# 加拿大
加拿大（英语、法语：Canada，英語：/ˈkænədə/，法語：[kanada]）是一個位于北美洲北部的国家，属于西半球及北半球，其领土西临太平洋，东濒大西洋，北接北冰洋，有部分领土位于北极圈内。加拿大东北方与丹麦领地格陵兰相望，並以漢斯島為界接壤，北方與俄羅斯隔海相望，南方及西北方与美国本土及阿拉斯加州接壤，法国属地圣皮埃尔和密克隆位于其东部的岛屿之中。加拿大的领土面积达998万4670平方公里，为全球面积第二大国家，亦是发达国家之中的领土面积最大者，加拿大的海岸線是全世界最長。该国首都为渥太华，全國五大城市2016年都会区人口排序；多伦多、蒙特利尔、温哥华、卡尔加里、埃德蒙顿。十个省和三个地区组成加拿大聯邦。加拿大被《福布斯》列於2020年退休宜居國的名單中。
加拿大在1400年前即有原住民在此生活。15世纪末，英国和法国殖民者开始探索北美洲的东岸，并在此建立殖民地。1763年，当七年战争结束后，法国将其几乎所有的北美殖民地让予英国。在随后的几十年中，英国人向西探索至太平洋地区，并建立了数个新的殖民地。1867年7月1日，《1867年宪法法令》通过，加拿大省拆分为安大略和魁北克两省，与新不伦瑞克、新斯科舍三个英属北美殖民地组成加拿大联邦。在随后100多年里，其它几块英属北美殖民地陆续加入联邦，组成现代加拿大。1931年12月11日，英国通过威斯敏斯特法令，令加拿大成为独立国家，此时国家元首依旧是当时的英国国王乔治五世，且英国国会依旧掌握有加拿大的修宪权。1933年和1949年，加拿大民事案件和刑事案件的终审权分别从英国枢密院司法委员会移交至加拿大最高法院。1982年3月29日，加拿大女王伊丽莎白二世御准法律，将加拿大宪法修宪权移交加拿大国会，自此结束加拿大与英国之间特殊的立法关系。
加拿大是实行聯邦制、君主立憲制及議會制的國家，國家元首為加拿大國王查爾斯三世，並派任加拿大總督為國王不在加拿大時的代表。加拿大是雙語國家，英语和法語为官方語言，原住民的語言被認定為第一語言。由於地處高緯度及地廣人稀，该国一直奉行積極吸納外來移民的政策，以至人口亦以移民為主，有近五分之一的国民於國外出生，是世界上擁有多種族及文化最為多元的國家之一。
得益於豐富的天然資源，加拿大是经济发达、国民富裕的国家。以国际汇率计算，加拿大的人均国内生产总值在全世界排名第十六，人类发展指数排名第十。2021年，加拿大国内生产总值为20900亿加元，它在教育、政府透明度、自由度、生活品质及经济自由的国际排名皆名列前茅，被《美国新闻与世界报道》杂志评为2021年最佳国家。加拿大积极参与国际事务，是联合国、北大西洋公約組織、北美空防司令部、七大工業國組織、二十国集团、亚太经济合作组织、经济合作与发展组织、英联邦和法语圈的成员国及太平洋岛国论坛的对话夥伴。

## 名称
“Canada”来自于圣劳伦斯易洛魁语中的“Kanata”一词，意思解作“村”或“聚居地”。1535年，居住在现今魁北克市的原住民将法国探险者雅克·卡蒂埃带到斯塔达科纳，并称该地为Kanata。后来雅克·卡蒂埃便用Canada指多纳科纳（即斯塔达科纳的首领）统治的地区。1545年，欧洲的书籍和地图都开始用Canada代表这片区域。
在17世纪和18世纪早期，Canada指新法兰西的圣劳伦斯河流域的地区。为了应对十三个殖民地居民的反英活动，英国政府在1774年颁布魁北克法令，这法案把加拿大的范围扩展至五大湖南部的地区，远及俄亥俄河。这些土地大部分在1783年被移交给新生的美国，但五大湖以北的土地，即现今安大略省的大部分地区，被英国保留下来。在新法兰西被英国占领后，加拿大被分为两部份，即上加拿大和下加拿大。1841年，上下加拿大又合并为加拿大省。
1867年，加拿大省与新不伦瑞克和新斯科舍组成加拿大自治领。随着加拿大逐渐脱离英国，其政府也逐渐在官方文件和条约中使用加拿大这一简称。1982年，加拿大国庆日的官方名称从自治领日改为加拿大日。

## 歷史

### 原住民時期
根据考古研究及遗传学分析，至少在24,500年前育空北部即有人类活动，而南安大略的人类活动可以追溯到公元前7,500年。旧克罗平地和蓝鱼洞穴遗迹是加拿大境内最古老的人类居住地。原住民社会的特点包括有永久居住点、农业耕种、复杂的社会等级和贸易网络。一部分原住民文明在欧洲殖民者抵达加拿大前已瓦解，如今只能通过考古发掘研究那些文明。
在第一批欧洲殖民者定居加拿大时，原住民的人口总数估计为20万至200万。加拿大皇家原住民健康委员会的数据显示，现时约有50万名原居民居住在加拿大。由于缺乏相应免疫能力，原住民被殖民者带来的流感、麻疹、天花等传染病感染，人口锐减40%至80%不等。现今居住在加拿大的原住民为第一民族、因纽特人和梅蒂人，其中梅蒂人是原住民与法裔加拿大人的混血后代。而与其他原住民相比，因纽特人与欧洲殖民者的交流较少。

### 歐洲殖民時期

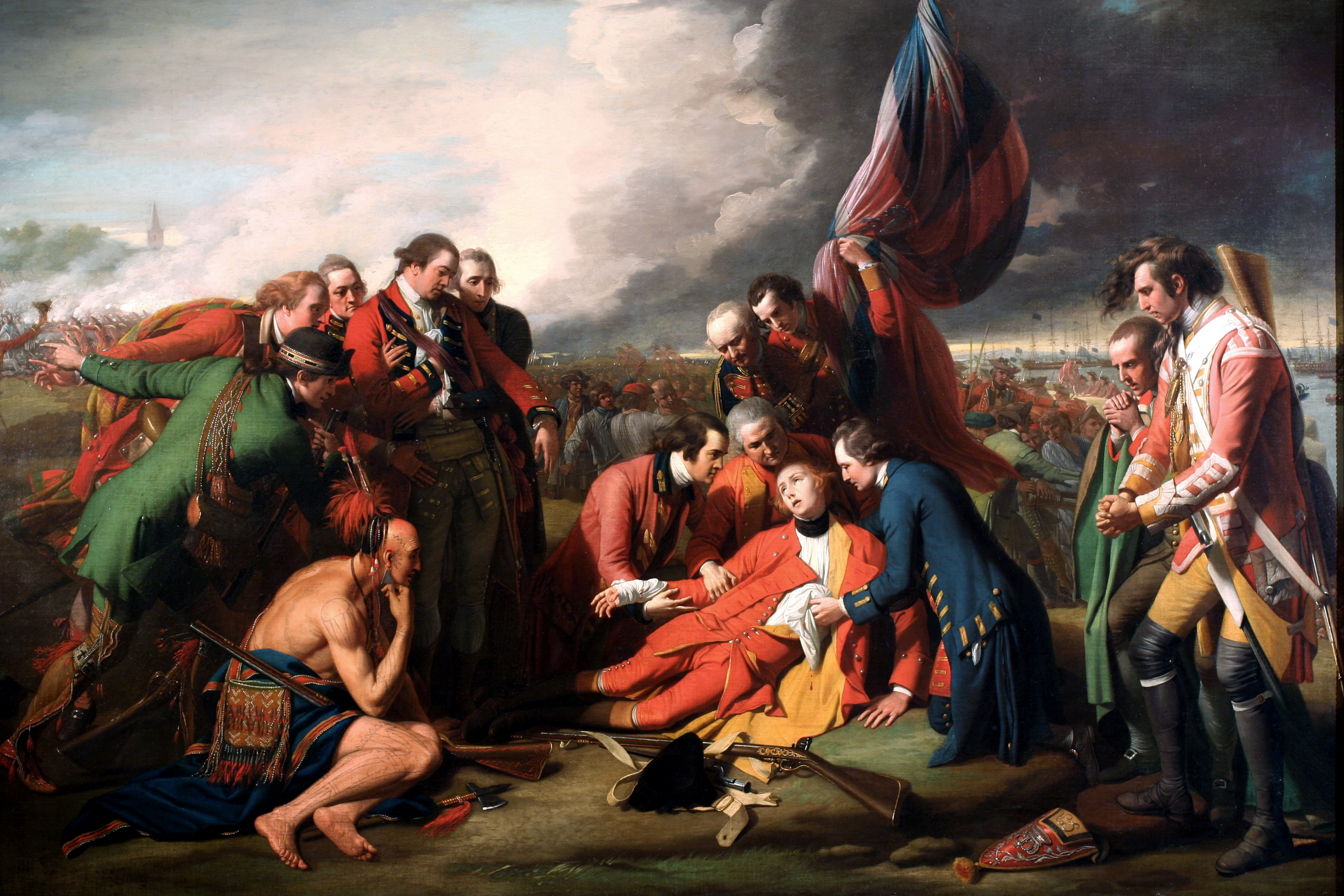
本傑明·委斯特的畫作沃夫將軍之死，此画反映1759年在魁北克發生的亞伯拉罕平原戰役

公元1000年左右，欧洲人首次踏足於加拿大。红胡子埃里克曾在纽芬兰岛的兰塞奥兹牧草地建立短暂的居住点。自北欧殖民者之后加拿大有一段时间没有与欧洲接触，直到1497年意大利人乔瓦尼·卡博托（John Cabot）为英格兰探索加拿大大西洋沿岸。在16世纪早期，巴斯克及葡萄牙海员在大西洋沿岸建立季节性的捕鲸及捕鱼点。1534年，法国探险家雅克·卡蒂埃（Jacques Cartier）探索圣罗伦斯湾，并在7月24日以法国国王弗朗索瓦一世的名义占领了那片土地。
1583年，英国人汉弗莱·吉尔伯特爵士在如今纽芬兰的圣约翰斯建立定居点，并表示这是英国在北美的第一块殖民地。之后法国探险家萨缪尔·德·尚普兰分别在1605年于新斯科舍省的皇家港和在1608年于魁北克省魁北克市建立北美最早的欧洲人永久定居点。在新法兰西的范围内，法裔加拿大人开始沿着圣劳伦斯河一带扩张，阿卡迪亚人也开始在大西洋省份定居，而传教士和皮毛商人开始探索五大湖、哈德逊湾及密西西比河流域一带。后来在17世纪中叶，为了争夺皮毛交易的控制权，阿尔冈金部落和易洛魁部落分别在英国、荷兰和法国的支持下发生河狸战争。
1610年，英国在纽芬兰岛建立更多殖民地，不久之后十三殖民地也在南方成立。但在1689年至1763年北美洲爆发北美殖民地战争，而后来在北美洲所爆发的一连串战争更为七年战争铺路。新斯科舍省因乌得勒支和约在1713年让予英国，之后巴黎和约法国将几乎所有在北美洲的殖民地让予英国。
在1763年颁布的皇家宣言将魁北克省分离于新法兰西，并将布雷顿角岛合并到新斯科舍，圣约翰斯岛（即如今的爱德华王子岛）更在1769年独立成为单独的殖民地。而为了避免魁北克境内的法裔加拿大人不满，英国于1774年颁布魁北克法案，将魁北克地区延伸至五大湖和俄亥俄河，并在魁北克地区重新确立法语、天主教信仰和法国市民法的地位。
1783年签署的巴黎条约承认美国独立，并将五大湖以南的地方割让予美国。新不伦瑞克从新斯科舍划分出来成为皇室置地。为了安抚魁北克境内的英裔加拿大人，英国政府在1791年颁布新的宪法法案将魁北克分为以英语作母语的上加拿大和以法语作母语的下加拿大两部分，并赋予两者各自的选举立法权，上下加拿大分别演变成如今的安大略和魁北克。

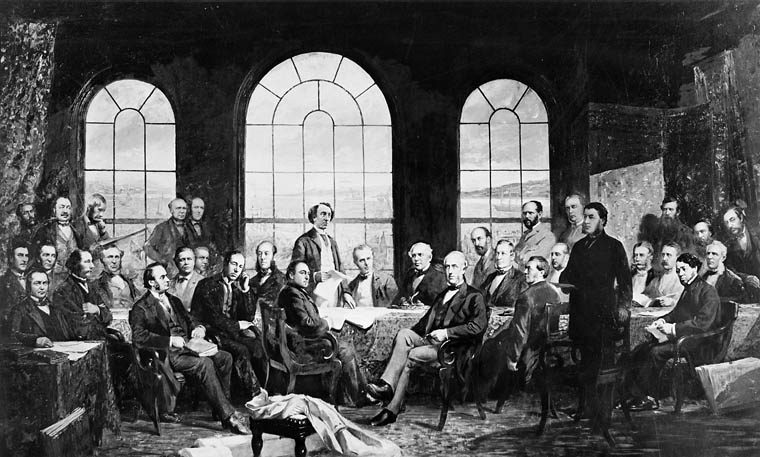
羅伯特·哈里斯 (画家)所畫的聯邦之父(1884)，這幅畫反映的是1864年舉行的查洛頓會議

1812年战争，英国与美国交战，加拿大成为主要战场。战争结束之后，大量英国人和爱尔兰人移民至加拿大。在1825年到1846年间，有626,628名欧洲移民进入加拿大。其中包括爱尔兰移民以及蘇格蘭人。
出于对问责政府的渴求，加拿大人发动1837年起义。叛乱被平息之后到加调查的达勒姆勋爵建立一篇报告，《英属北美事务分析》。报告建议把现任政府改为问责制政府。英国政府接纳达勒姆勋爵在报告中的建议，并颁布1840年联合法案，重新将上下加拿大合并成立加拿大省。 1849年，代表所有英属北美的责任政府建立。1846年，英美签定俄勒冈条约，确定美国和英属北美在西部以北纬49度为界。这一条约解决长久以来英属北美与美国的边境争端，也为英国建立温哥华岛殖民地和不列颠哥伦比亚殖民地铺平道路。

### 聯邦的組成及擴張

加拿大行政區劃的變化

经过数次立宪会议之后，《1867年宪法法令》于1867年7月1日通过，加拿大省、新不伦瑞克省、新斯科舍省三个英属北美殖民地组成加拿大联邦。加拿大获得罗伯特领地和西北部地区的控制权，并将两者合并成西北地区，这一举动促使该地区的原住民梅蒂人在1870年7月发动红河起义，加拿大建立从西北地区分离出的马尼托巴省。
1871年，不列颠哥伦比亚省（不列颠哥伦比亚殖民地与温哥华岛殖民地已在1866年合并）加入联邦。两年后，爱德华王子岛也加入联邦。
首任总理约翰·亚历山大·麦克唐纳及他的保守党政府设立关税以保护加拿大新生的制造业。为了开发西部，加拿大政府资助三项横加铁路项目（包括加拿大太平洋铁路），并配合自治领土地法 ，开始对大平原的开发。为了维护这片新开发区域的治安，加拿大政府设立西北山地警察局。1898年掀起的克朗代克淘金热为加拿大西北领地带来大批移民，这一事件直接促使这片区域从西北领地分离并建立育空地区。在加拿大自由党的总理威爾弗里德·洛里埃的领导下，欧洲移民开始在大平原地区定居，因此促成艾伯塔省和萨斯喀彻温省在1905年建立。

### 20世紀早期

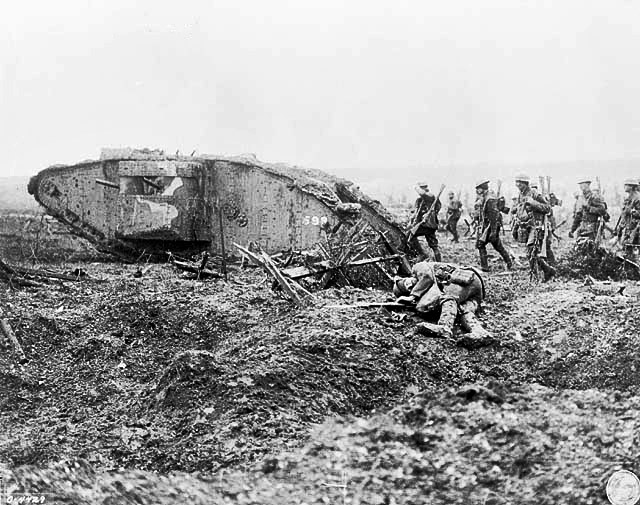
1917年，加拿大士兵与一辆马克II型坦克在维米岭战役中

20世纪早期，作为自治领地的加拿大外交事务由英国控制，所以当英国在一战对德宣战时加拿大也自动参战，被派往西方战线的加拿大志愿兵后来更组成加拿大军团。这支军队在维米岭战役和其它主要战役中都担当相当重要的角色。参与一战的650,000名加拿大人中，约60,000人战死，173,000人负伤。1917年，保守党总理罗伯特·莱尔德·博登对法裔魁北克人实行强制征兵，征兵危机爆发。之后在1917年罗伯特所领导的联合党赢出大选。1919年，加拿大独立于英国加入国际联盟，随后的1931年西敏法案更肯定加拿大的独立性。
1930年代的大萧条给加拿大经济带来沉重打击。为了应对大萧条，合作社联邦联合会在40年代至50年代于萨斯喀彻温省推出多项社会福利政策。二战期间，在自由党总理威廉·莱昂·麦肯齐·金帶领之下加拿大对德宣战。第一支加拿大军队于1939年12月抵达英国。
加拿大军队参与许多重要战役，其中包括迪耶普战役、入侵意大利、诺曼底战役、霸王行动和斯海尔德河战役。在荷兰被德国占领期间，加拿大为流亡的荷兰王室提供庇护，之后加拿大更把荷兰从纳粹德国解放出来。二战期间，加拿大为该国军队以及英国、中华民国和苏联制造许多军事装备，使加拿大经济飞速发展。尽管在1944年魁北克再次爆发征兵危机，但在战后加拿大成为一个强大的经济体并拥有一支庞大的军队。

### 現代加拿大

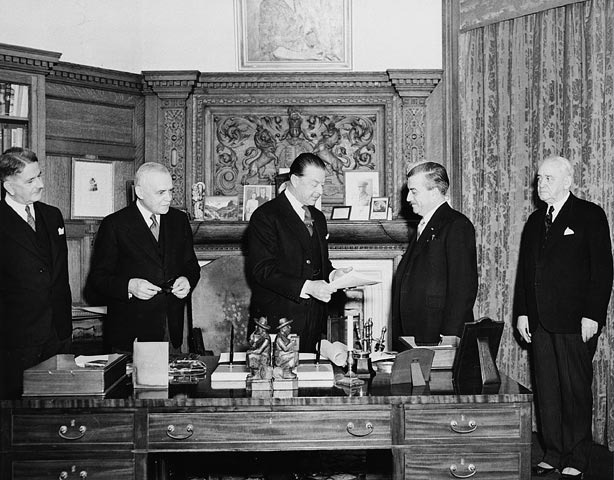
加拿大总督哈罗德·亚历山大（中间）在总督府接受把纽芬兰并入加拿大的议案（1949年3月31日）

1949年，纽芬兰自治领（现在是纽芬兰与拉布拉多）加入加拿大联邦。加拿大的经济快速增长，與逐漸親近的北美土地感情，随之带来加拿大人更强烈的自我认同，标志事件为1965年枫叶旗的采用，加拿大獨有的英法融合移民文化，也開始了1969年的双语政策以及1971年多元文化政策的实施。
社会福利政策也被重新提起，例如医疗保险、退休金计划以及学生贷款等，但在其他省政府，尤其是魁北克和艾伯塔的省政府都十分反对这些政策，他们认为联邦政府推行这些政策会侵犯到他们的管辖范围。
在1982年前，英屬北美法令一直承擔著加拿大實質憲法的角色，而再经过数次修宪会议之后，1982年加拿大宪法正式制定施行，加拿大终于拥有自己的一套宪法，并同时见证加拿大權利與自由憲章的诞生。
1999年，在因纽特人与联邦政府争取之下，努纳武特从西北地區独立，成为加拿大第三个地区。
与此同时，20世纪60年代在魁北克掀起的寂静革命深深影响了该省的社会和经济，并掀起了魁北克民族主义运动。信仰马克思主义的极左翼恐怖组织魁北克解放阵线策划了多次恐怖袭击，其中最严重的事件为在1970年发生的十月危机。1976年，主张魁北克独立的魁北克人党赢出大选，并在1980年就魁北克应否独立而进行全民公投，但以失败收场。1990年，各省为了安抚魁北克民族主义而尝试通过米奇湖协定修改宪法，但未能通过。作为回应，魁北克成立联邦政党魁人政团，西加拿大成立加拿大改革党。1995年，魁北克人党再次进行全民公投，但以只有49.4％的得票率失败。1997年，加拿大最高法院裁定省单方面宣布脱离联邦是违宪，随后，加拿大国会通过清晰法案，规定在魁北克全民公决中所提出的问题足够明确且得到明显多数的支持时，魁北克便可以与加拿大政府进行脱离联邦的协商程序。
除了魁北克主权问题之外，在80年代末至90年代初也发生一些震撼加拿大社会的事件。其中包括在加拿大历史上最大的一场屠杀，印度航空182号班机空难；1989年的蒙特利尔工程学院大屠杀；还有在1990年的奥卡危机，加拿大政府第一次与原住民团体发生冲突的事件。加拿大也参加1990年的波斯湾战争，并积极参与维和任务，包括在前南斯拉夫的维和行动。加拿大在2001年支持出兵阿富汗，但当美国邀请加拿大加入伊拉克战争时，加拿大拒绝。2009年，加拿大的经济遭受经济大衰退影响，但现已开始恢复。2011年，加拿大军队参加由北约领导的武装干涉利比亚内战。

## 地理
加拿大占据着北美洲北部的大部分地区，其领土从西部的太平洋地区一直延伸到东部的大西洋地区，北部延伸至北冰洋。格陵兰在该国的东北部，圣皮埃尔和密克隆群岛在纽芬兰的南部。按总面积来算（包括陆地面积与水域面积），加拿大是全世界第二大的国家，仅次于俄罗斯；仅按陆地面积计算，它则为全世界第四大。雖然如此，加拿大過去多年只有與美國陸地接壤，但自2022年漢斯島分治開始，丹麥隨之成為第二個與加拿大陸地接壤的國家。

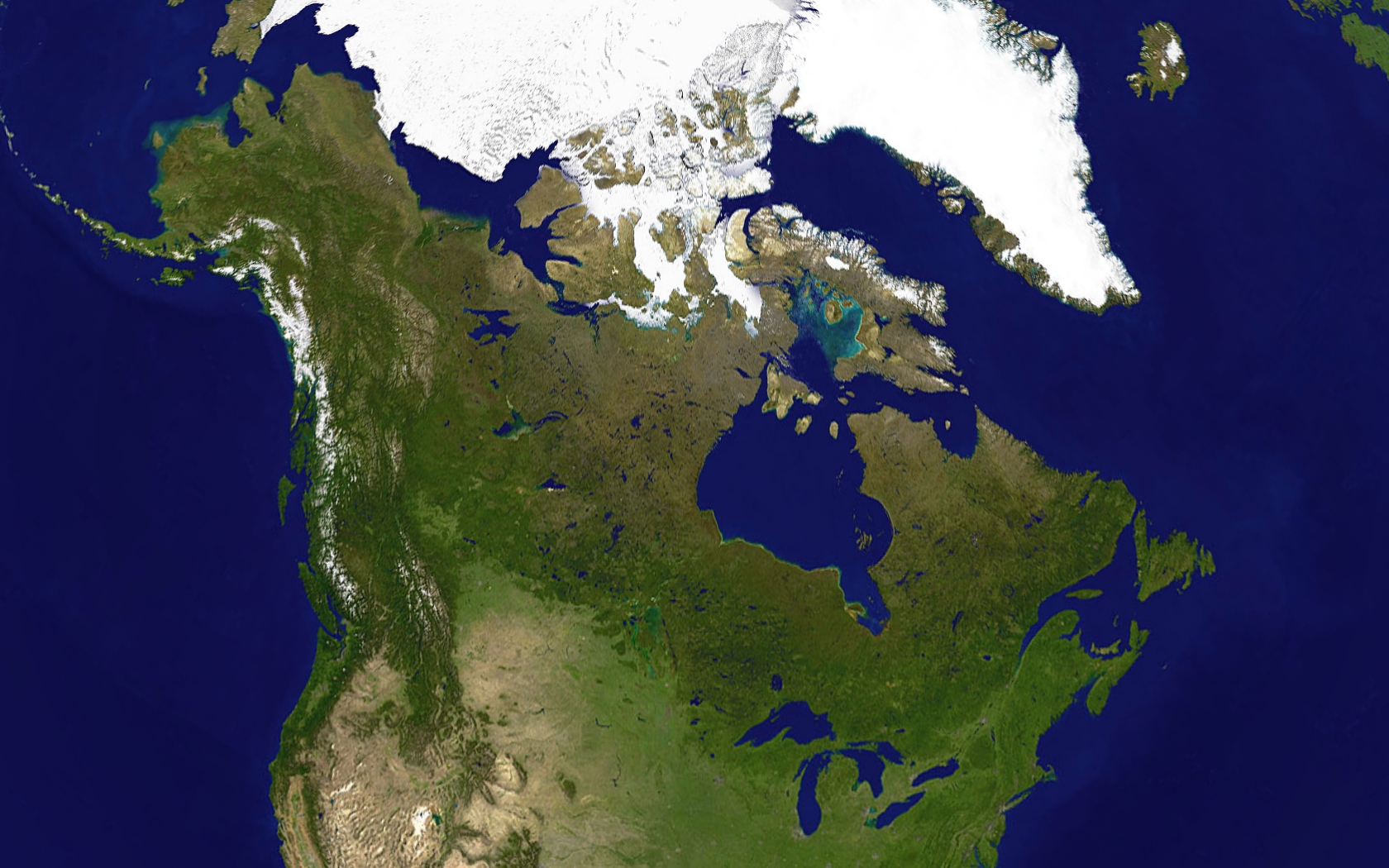
加拿大的卫星图。 针叶林布满整个加拿大盾地，冰河覆盖着北极。大平原和五大湖在南部，这里同时集中全国近一半的人口

自1925年起，加拿大宣称西经60度至141度的北极地区为其领土，但是一直没有得到广泛承认。它拥有世界上最北的人类定居点，驻扎在埃尔斯米尔岛的加拿大军队警报站，纬度高达北纬82.5度，距北极点仅有800公里。加拿大拥有世界上最长的海岸线，总共长202,080公里（125,570英里），而与美国之间的边境更是世界上最长的不驻防边界，共8,891公里（5,525英里）长。
自上一次冰期开始，加拿大境内有多达八种不同类型的森林，其中包括布满整个加拿大盾地的针叶林。与美国共有的苏必利尔湖是世界上第一大淡水湖（以面积计算），约82,100平方公里（31,700平方英里），而在该国境内有大量淡水资源。同时在洛矶山脉和海岸山脉也有淡水以冰川的状态储存在那些山脉。加拿大的地质活动相当活跃，有着频繁的地震以及许多活火山。1775年发生在不列颠哥伦比亚省北部的思艾克斯火山爆发是加国历史上最严重的一场自然灾害，造成大约2000尼斯迦人遇难并摧毁他们在纳斯河谷的村庄。火山爆发带来约22.5公里（14.0英里）的岩浆流，而根据尼斯迦人的传说，那些岩浆甚至堵塞纳斯河。加拿大的人口密度为每平方公里3.41人（每平方英里8.83人），是全世界人口密度最低的国家之一。而人口最密集的区域为魁北克市-温莎走廊，位于魁北克省南部和南安大略并分布在圣劳伦斯河和五大湖沿岸。
由于幅员辽阔且地形多样，加拿大的气候在不同地区会有明显差别。冬季时多数地区会非常寒冷，尤其是在内陆和大平原地区，日间气温通常为−15 °C（5 °F），最冷可达−40 °C（−40 °F），风寒指数并经常处于严重水平。在内陆地区积雪可覆盖着地面长达半年，而在北部大雪可以持续整年。在不列颠哥伦比亚省的海岸，例如温哥华都是温带气候。在东部的海岸，平均气温最高大约是20 °C（68 °F）。而在内陆，夏季的平均气温为25—30 °C（77—86 °F），而偶尔气温会升至40 °C（104 °F）。

## 政治

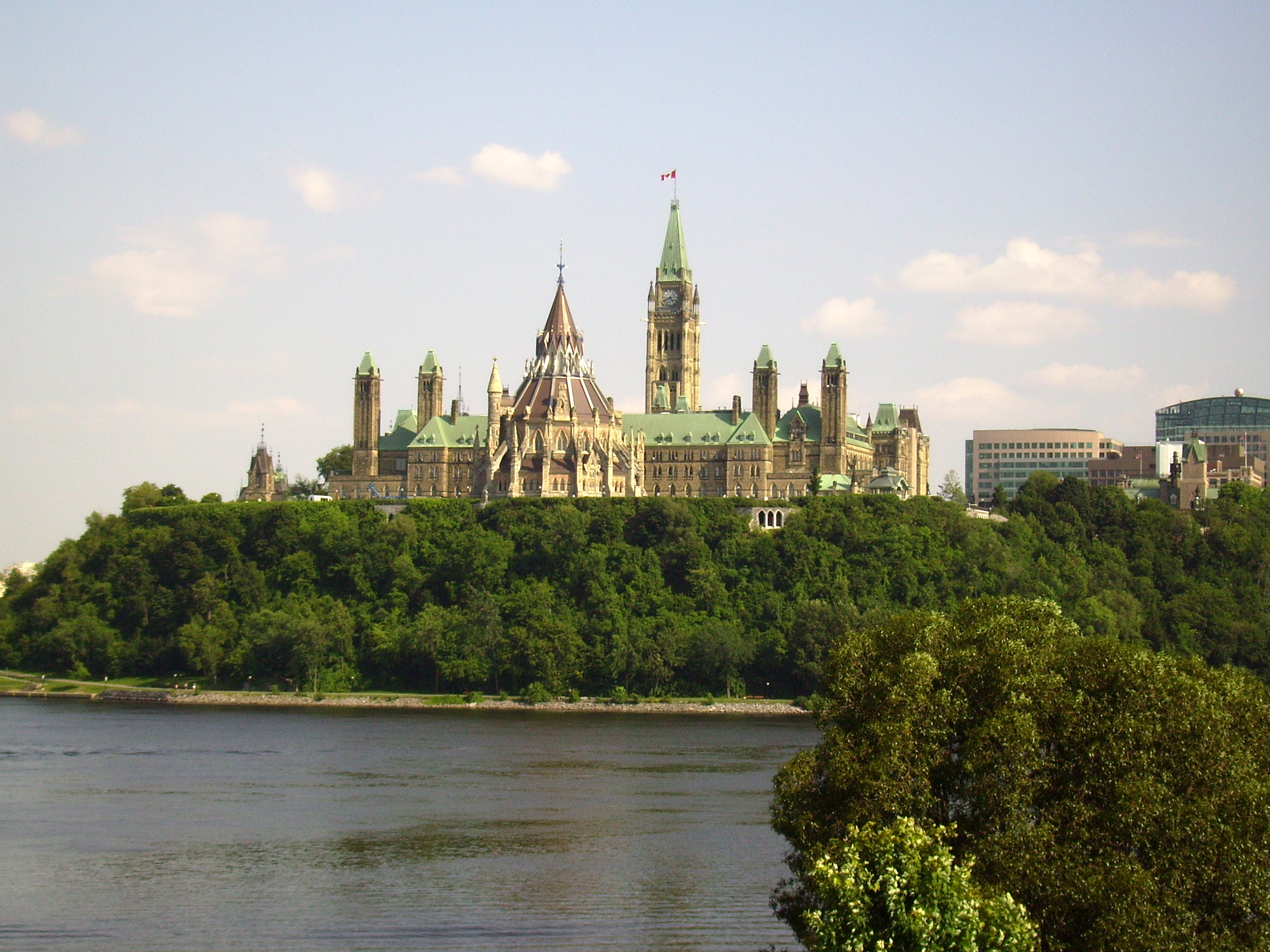
位于渥太華的国会山庄

### 政府

加拿大國徽

加拿大的政治体制为君主立宪下的议会制，并采用三权分立，而立法权、司法权及行政权均源于加拿大君主。现任君主为查理斯三世，他同时也是其它15个独立的英联邦国家的君主。由于加拿大君主居住在英国，所以他通常会指派总督来代表他行使权力。皇室成员在政府内的权力十分有限，实际上国家的行政权是在内阁身上，一个成员全是国家部长和一些下议院议员并由总理带领的委员会，但是总督或君主依然会保留着一些实权以在危机时使用。而为了保持政府的稳定，总督通常会由总理提名。总理办公室是政府中最具实权的一个机构，其可以发起立法提案，提名总督、省督、上议院议员、联邦最高法院大法官、国营企业以及政府机构的负责人。

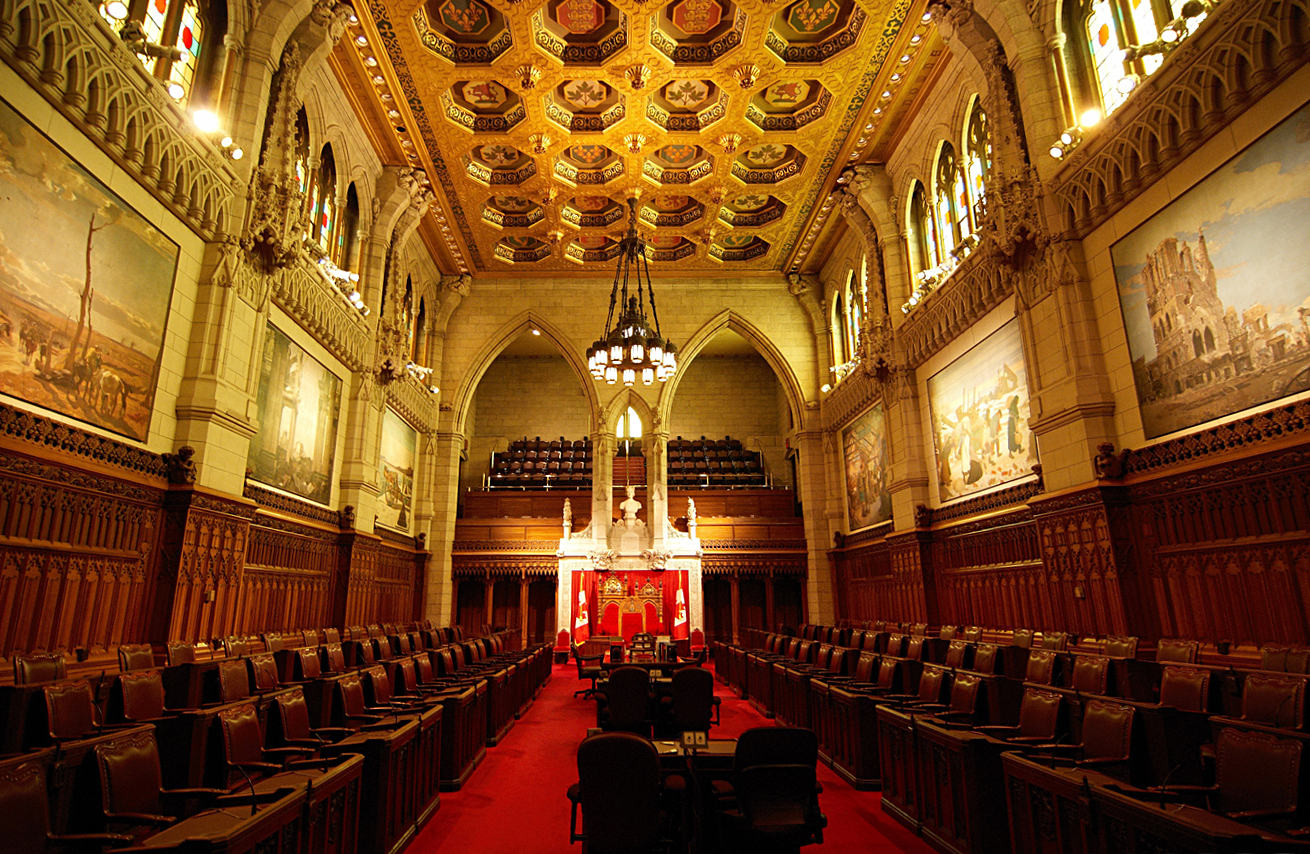
在国会山庄內的上议院

加拿大的下议院议员是由选民在多個單議席选区中选出，而全民大选是在总理的「建议」下由总督发起，通常为四年一次，或在国会通过不信任动议后自动发起。在上议院中的105位议员是从不同地区中选出，退休年龄为75岁。获得次多下议院席位的党派的党魁会获得加拿大官方反对党主席的职位，该职位是议会系统的一部分，以防止政府不受制约。
在2021年的下议院选举中有五个政党被选入下议院，分别为：
- 加拿大自由黨（中間派政黨,執政黨）
- 加拿大保守黨（中间偏右政黨,官方反對黨）
- 新民主黨（社會民主主義的左翼政黨）
- 魁人政團（主張魁北克獨立的政黨）
- 加拿大綠黨（環保主義政黨）

政府的责任被分为联邦政府部分和十个省的省政府部分。省议会实行一院制，运作方式与联邦议会相似。加拿大的三个地区也有各自的立法机构，但是相对于省，地区拥有的宪法权利较少，它们的结构也有不同。

### 法律
加拿大的法律体系以普通法为主，部分地区如魁北克继承了法国的成文法传统。加拿大宪法为该国的最高法律，由成文法以及不成文惯例组成。在1867年通过的宪法法令划分联邦政府与省政府的权力。在1931年的《西敏法令》使其在立法上有进一步的自主权，而在1982年通过的另一套宪法法令更令它在立法上完全独立，脱离英国的控制。那套法令同时修改原有的宪法，并加入《加拿大權利與自由憲章》，这宪章保障加国公民的基本权利。通常政府不能凌驾这宪章，但是因《加拿大人权利与自由宪章》第三十三条令联邦议会以及省议会有权利去推翻宪章的某些部分。

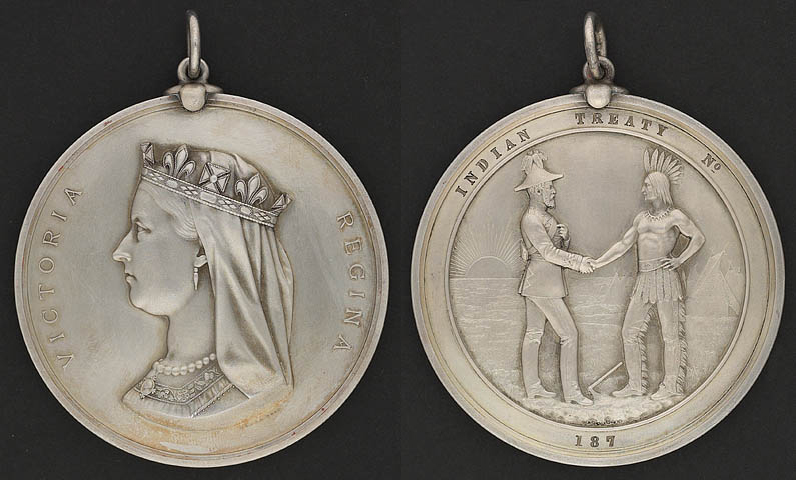
印第安酋长勋章，用于纪念加拿大君主与原住民在1871年至1921年所签署的11项条约

虽然不是完全没有冲突，但早期欧洲人与原住民的交往都相对比较和平。在欧洲殖民时期初英国政府才开始正式与原住民进行外交。期后政府与原住民签署一系列条约和法律，例如印第安法令，令双方在争议上有规矩可言。其中最著名的11项条约，是由加拿大君主（维多利亚女王、爱德华七世以及乔治五世三位）与原住民在1871年至1921年之间所签署的一系列条约。这些条约是女王会同行政局与原住民制订，為加拿大原住民法律的基礎，由加拿大官方與原住民關係及北方事務部监督實施。而1982年宪法法令第三十五条为这些条约提供进一步的保障。原住民也受到这些条约保障，例如医疗保健，免税等优惠。

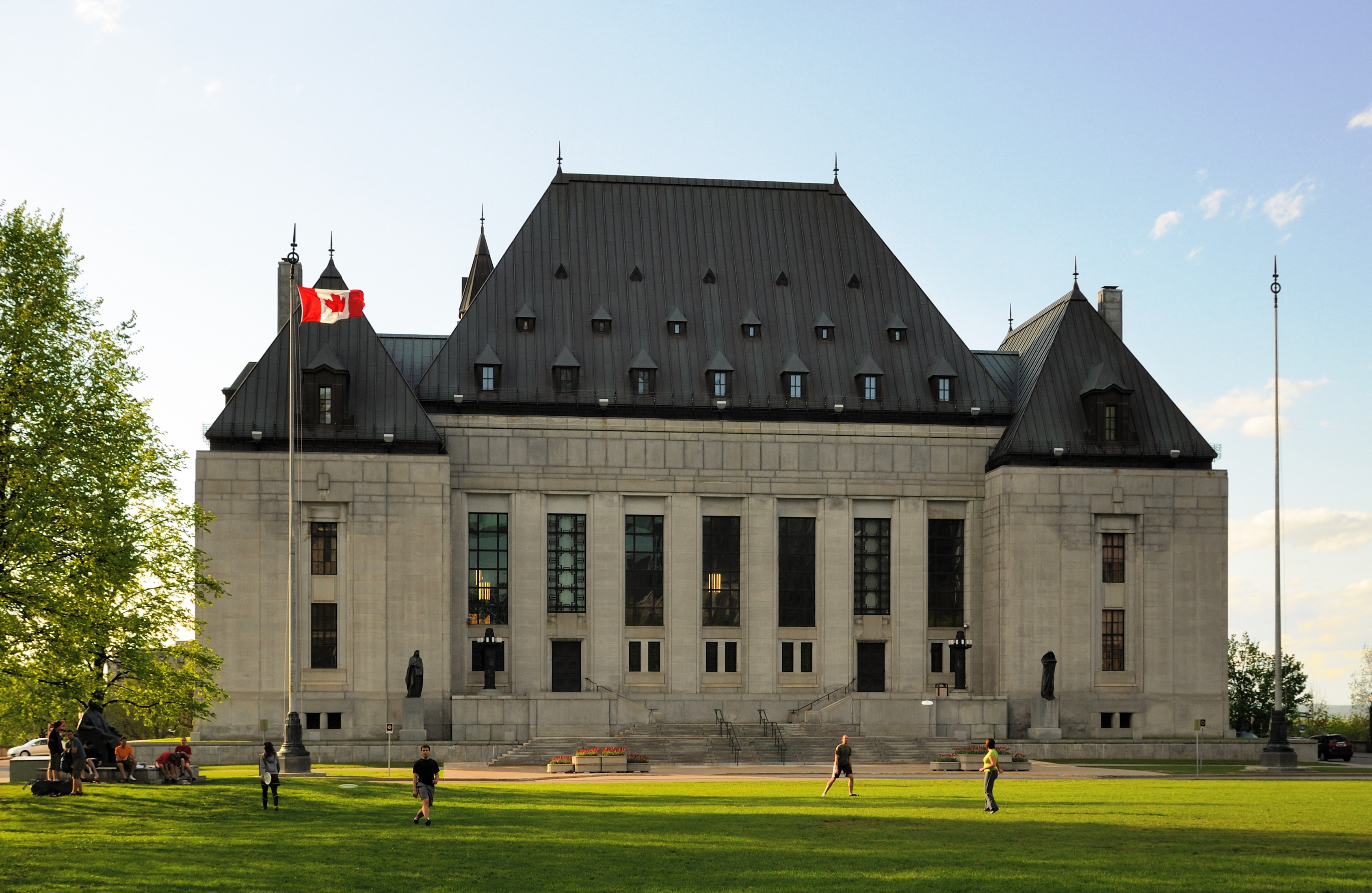
在國會山西面的加拿大最高法院

加拿大的司法机关有权解释法律和推翻议会的法案。加拿大最高法院的九位大法官是由总理和司法部推荐后由总督委任，并由首席大法官领导。所有高等法院和上诉法院的法官都是由联邦政府任命。
加拿大大部分省份都實施普通法，除了魁北克省，在那里是實施歐陸法。联邦政府唯一一个能凌驾于其他省政府的法律是加拿大刑事法律。皇家加拿大骑警可以在其他省份执法，虽然每个省都有自己的刑事法院和执法部门。
加拿大法院包括联邦法院和省法院两套体系。联邦最高法院是最高审判机关。

### 外交與軍事

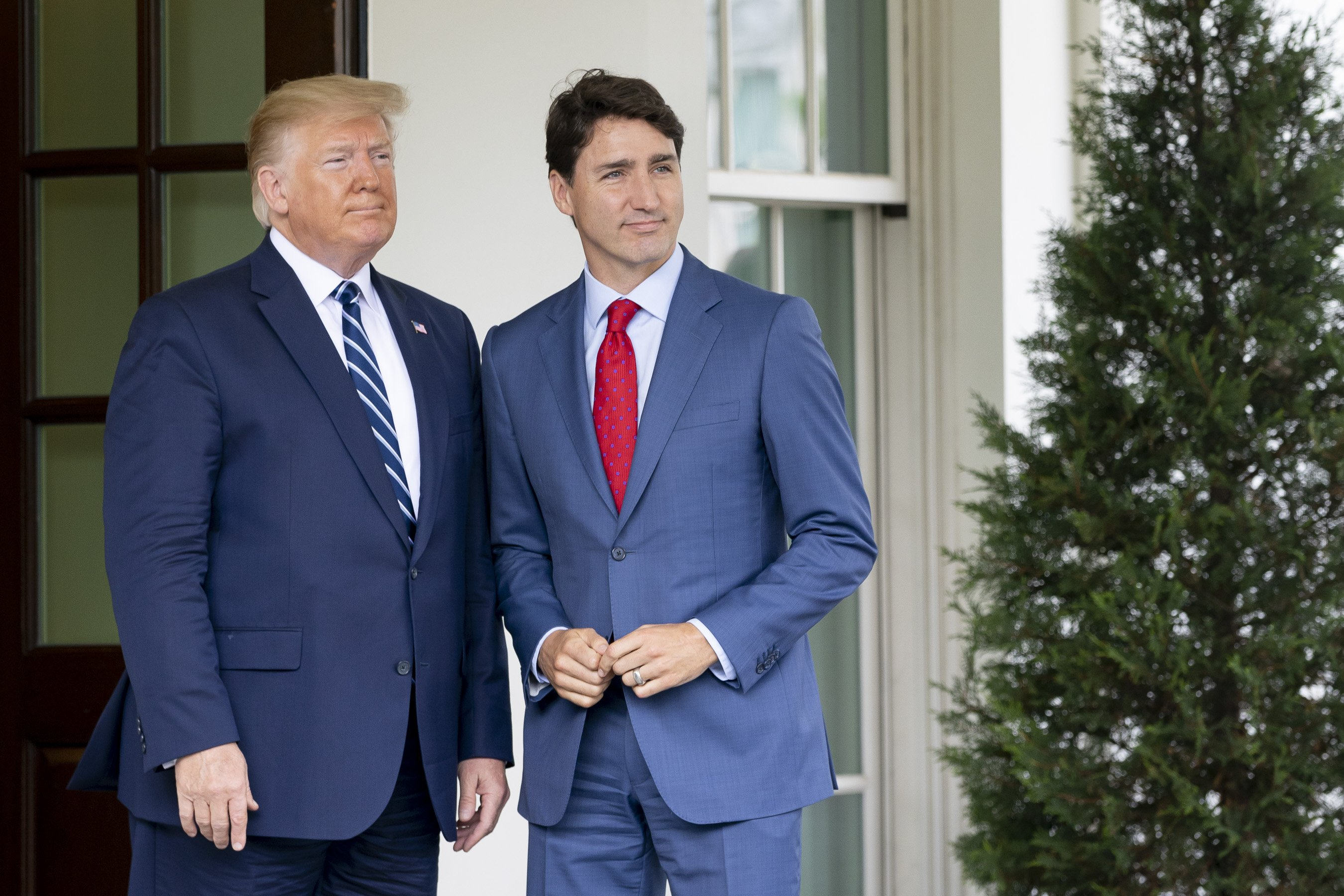
2019年，加拿大總理賈斯汀·杜魯多與美國總統唐納·川普在白宮會面

加拿大现有75,000名常规自愿军以及约51,000名后备军人。加拿大军队是由加拿大陆军、加拿大皇家海军和加拿大皇家空军组成。2011年，该国的军费开支大约为245亿加拿大元。
加拿大与美国之间有着全世界最长的不设防边境，而互相在军事方面也有着广泛的合作，且互为对方最大的贸易伙伴。尽管如此，加拿大一直坚持着独立的外交政策，最显著的事件是坚持与古巴保持外交关系以及拒绝出兵伊拉克。作为英联邦及法语圈国际组织成员，它与英国、法国以及前英法殖民地保持着密切的关系。由于在二战中对解放荷兰作出重大贡献，它至今仍然与荷兰保持着良好的关系。
由于与大英帝国及英联邦的紧密联系，加拿大参与许多由英国领导的军事行动，包括第二次布尔战争及两次世界大战。自此以后，它便奉行多边主义，与其它国家合力解决世界问题。它也是联合国和北大西洋公约组织的创始国。在冷战期间，加拿大是参与朝鲜战争的联合国成员，同时也与美国合作建立了北美空防司令部以防止苏联的空中袭击。

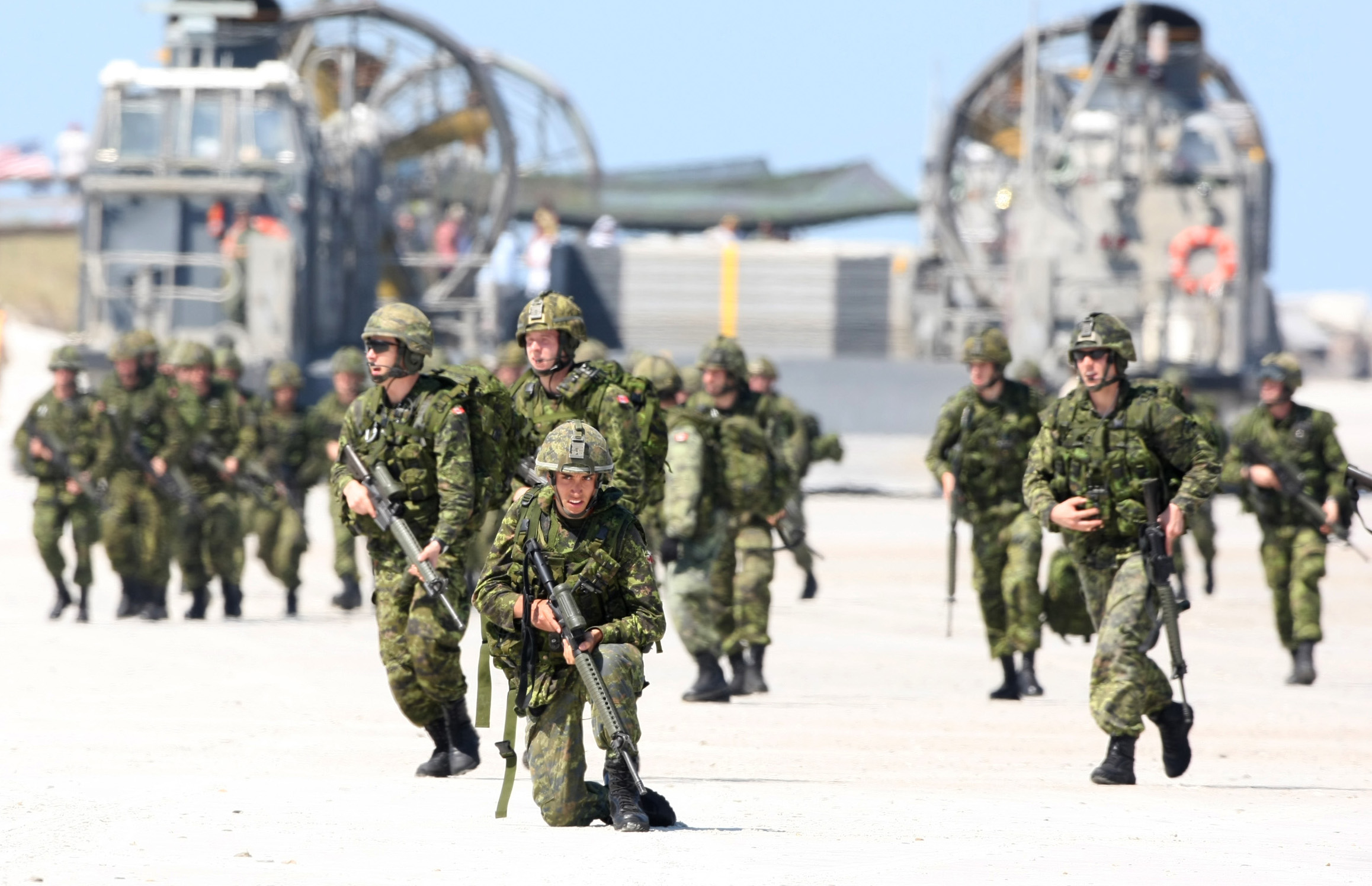
加拿大第二十二皇家軍團在UNITAS的軍事演習

在1956年的第二次中东战争中当时的对外事务国务部部长莱斯特·皮尔逊（1963年当选加拿大总理）通过协调联合国维和部队介入战事以缓解紧张局面，因此他获得1957的诺贝尔和平奖。因为这是联合国第一次执行维和行动，所以皮尔逊被经常认为是这种行动的开创人。由当时开始直到1989年，加拿大参与联合国的每一次维和行动，共50次。加拿大也有在卢旺达和前南斯拉夫危机事件中派遣军事力量。但在向其它国家派遣军事力量时也会无法避免地引起一些争议，其中最大的一场争议为1993年的索马里丑闻。
1990年，加拿大加入了美洲国家组织，2000年7月在安大略温莎市举办了该组织的常务会议，2001年4月在魁北克市举行了第三次美洲国家峰会。而为了与环太平洋地区的经济体有更紧密的关系，它也加入了亚洲太平洋经济合作组织。

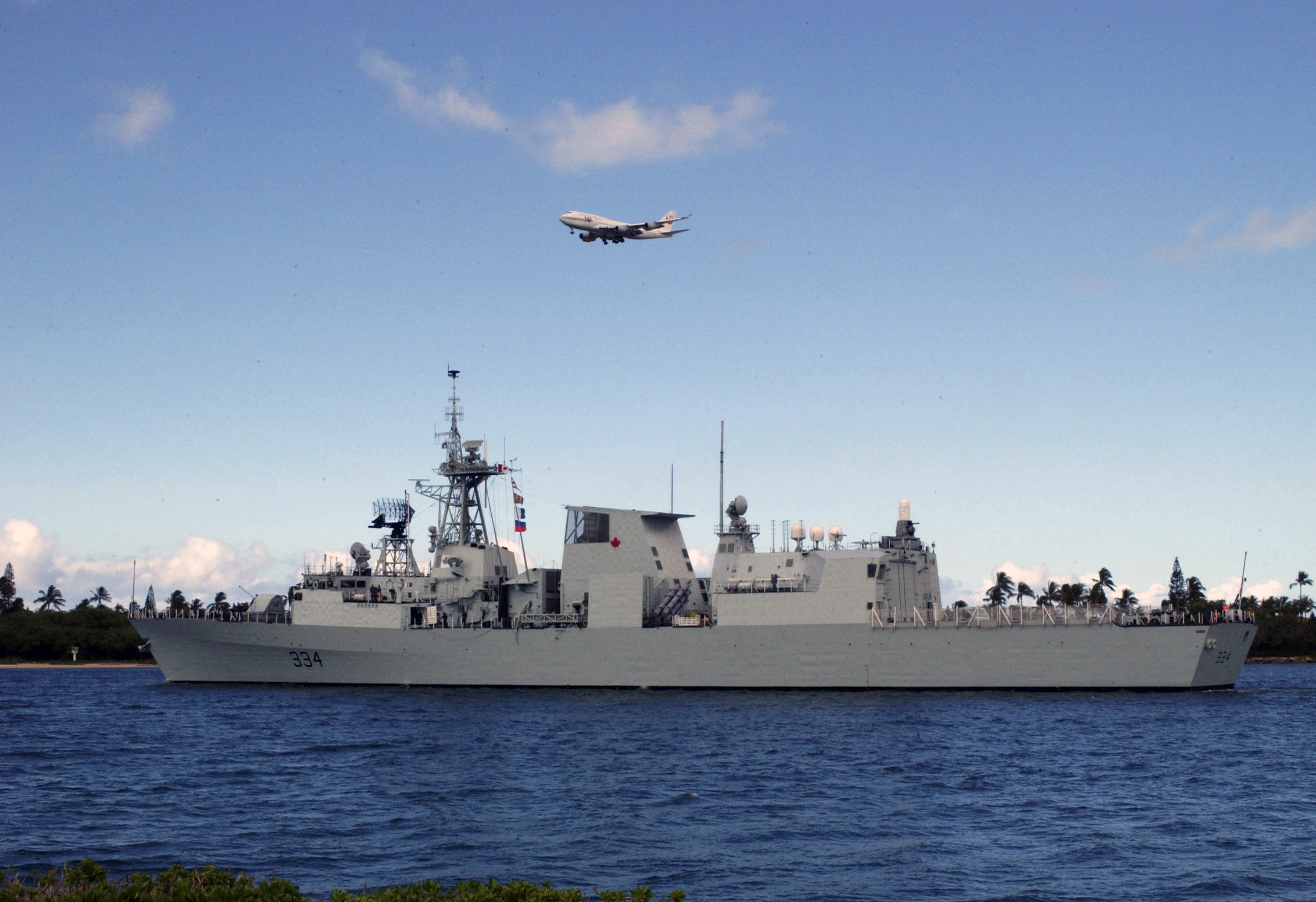
在2004年环太平洋演习的哈利法克斯級巡防艦里贾纳号

加拿大在联合国授权下派遣军队参与阿富汗战争，2011年7月开始撤军。在这场战争中，加国牺牲158名士兵、一名外交官、两名救助工作者和一名战地记者，并花费113亿加元。
2007年，该国与意大利、英国、挪威和俄罗斯一起宣布一项共十五亿美元的计划以支持发展中国家开发疫苗，并同时呼吁其它国家参与这项计划。2007年8月，加国对北极点的主权受到俄罗斯的挑战，起因是俄罗斯在北极进行了一次深海考察，而加拿大自1925年起便打算将那一片地区纳入国土范围。2011年3月至10月，在联合国的授权下，加拿大介入利比亚内战。從2014年开始，加拿大也在伊拉克部署了空軍和特种部队向伊斯兰国发动战争。
加拿大因其在国际事务上有一定程度的影响力，而被国际公认为中等强国。除了是联合国，世界贸易组织和经济合作与发展组织等国际性组织的成员之外，它也是多个经济和文化组织的成员。1976年，加拿大签署并加入公民权利和政治权利国际公约。

### 行政區劃
加拿大是一个由十个省和三个地区组成的联邦。整个国家可分为四个主要区域：加拿大西部、加拿大中部、大西洋省份以及加拿大北部。在医疗保险、教育及社会福利等方面，省通常比地区拥有较多自治权。各省的税收总合会比联邦政府多，这种政府架构在世界上是非常罕有。联邦政府可以在其他省份推行联邦法律，例如加拿大卫生法，即使省政府可以选择不实行这些法律，但它们很少会这样做。联邦政府也有使用均等支出以确保每个省份都要付上相同的经济负担以换取相同的服务。
十個省分別為：
- 安大略省（英語），簡寫為ON，1867年加入聯邦，首府及最大城市為多倫多，首都渥太華位於該省。
- 英屬哥倫比亞省，簡寫為BC，1871年加入聯邦，首府為維多利亞，最大城市是溫哥華。
- 魁北克省，簡寫為QC，1867年加入聯邦，首府為魁北克城，最大城市為蒙特婁。
- 新斯科舍省，简写为NS，1867年加入聯邦，首府及最大城市为哈利法克斯。
- 爱德华王子岛省，簡寫為PE或PEI，1873年加入聯邦，首府及最大城市為夏洛特頓。
- 纽芬兰与拉布拉多省，簡寫為NL，1949年加入聯邦，首府及最大城市為聖約翰斯。
- 新不伦瑞克省，簡寫為NB，1867年加入联邦，首府為弗雷德里克頓，最大城市為蒙克頓。
- 曼尼托巴省（英語），簡寫為MB，1870年從西北地區分離成立，首府及最大城市為溫尼伯。
- 亞伯達省（英語），簡寫為AB，1905年從西北地區分離成立，首府為愛德蒙頓，最大城市為卡加利。
- 薩克其萬省（英語），簡寫為SK，1905年從西北地區分離成立，首府為利載拿，最大城市為薩斯卡通。

三個地區分別為：
- 努纳武特地区（英語），簡寫為NU，1999年從西北地區分離成立，首府及最大城市為伊卡卢伊特。
- 西北地区 ，法語：，簡寫為NT或NWT，1870年加入聯邦，首府及最大城市為黄刀市。
- 育空地区 （英語），簡寫為YT，1898年從羅伯特領地分離成立，首府及最大城市為白馬市。

## 經濟

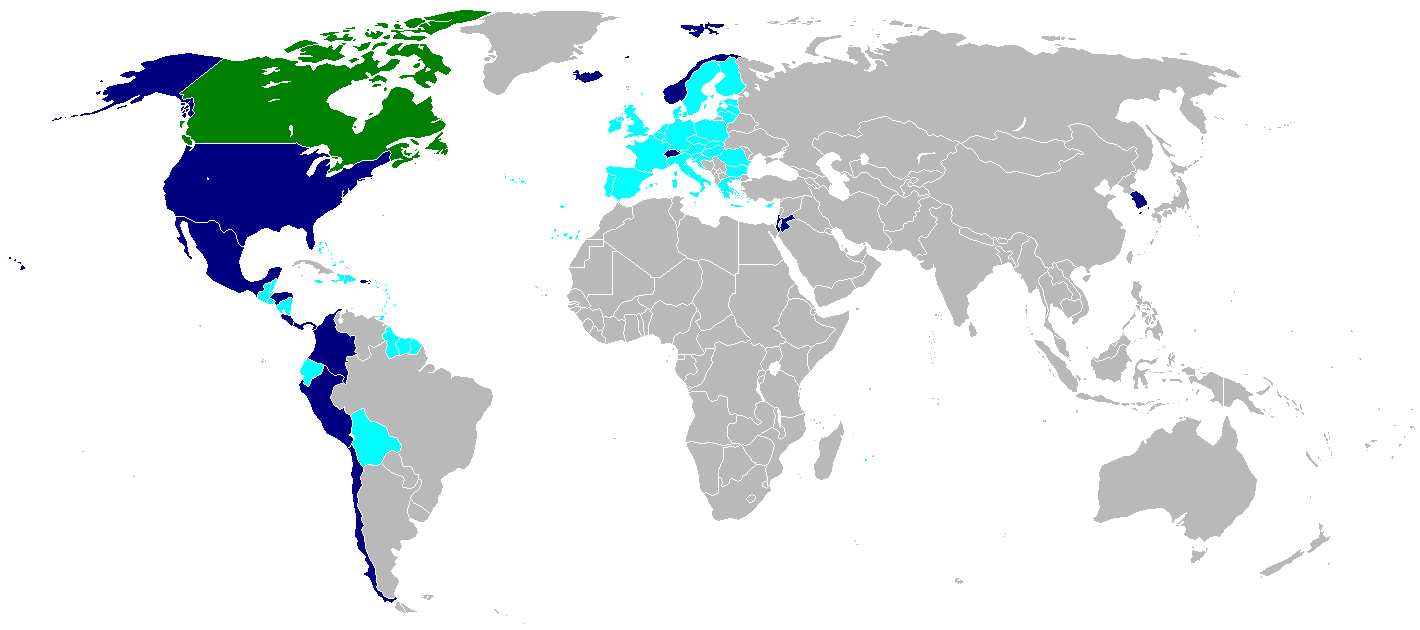
截至2009年，与加拿大有自由贸易协定的国家是深蓝色，而还在谈判阶段的国家是青色，加拿大是绿色

加拿大银行为该国的中央银行，由斯蒂芬·朴洛兹管理。财政部長和工业部長都会用加拿大统计局的数据来筹备财政计划。多伦多证券交易所是世界上第七大证券交易所，截至2012年，有1,577间公司在多伦多交易所上市。加拿大是世界第10大经济体，2015年，它的国内生产总值达1.556万亿美元。而它不但是经济合作与发展组织和八国集团的成员，它也是全球十大貿易國之一，经济高度国际化。加拿大的经济为混合经济，在美国传统基金会公布的经济自由指数中加国的排名高于美国和大部份西欧国家，更经历过收入差距低于正常水平的时期。2008年，加拿大的进口额超过4429亿美元，其中价值2808亿美元的货品来自美国，117亿美元的货品来自日本和113亿美元的货品来自英国。2009年，它的贸易逆差为48亿加元，相比2008年该国的贸易顺差为469亿加元。
自20世纪初，当地的制造业，采矿业和服务业增长把加拿大从农业国家改造成工业化国家。与许多发达国家一样，加拿大的经济以服务业为主，约四分之三的就业人口从事于该行业。但在一级产业方面它便与其它发达国家有所不同，加国的一级产业占当地经济相当大的比重，其中伐木和石油工业更是该国两个十分重要的行业。
加拿大是在发达国家中极少数的能源出口国之一。在大西洋省份的离岸区域储藏着丰富的天然气资源，而在艾伯塔省也储藏着大量石油及天然气资源，当地的阿萨巴斯卡油田的巨大储量使加拿大拥有着全球约13%的石油储备，成为世界上第三大的石油储备国，仅次于委内瑞拉以及沙特阿拉伯。加拿大是世界上其中一个最大的农产品出口国及矿产资源大国，它的大草原是世界上最重要的小麦，油菜以及其他谷物的产地之一，而除了是锌和铀的主要出产国之外，它还大量出口金、镍、铝、钢材、铁矿石、焦炭及铅等矿产。许多气候恶劣的北部城市正是靠着附近的矿产和木材资源维持生计。在南部，特别是安大略省以及魁北克省两省的南部，制造业十分发达，汽车与飛行器製造业是当地两大重要产业。

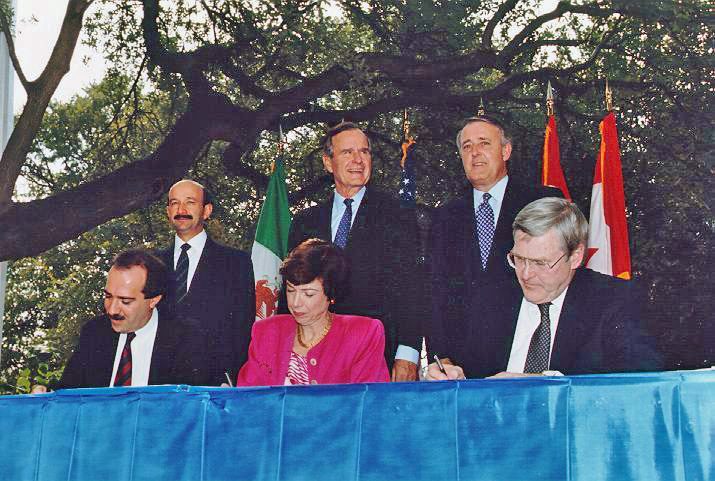
加拿大，美国和墨西哥政府的代表于1992年签署北美自由贸易协定

自第二次世界大战以后，加拿大与美国的经济联系愈来愈紧密。在1965年签署的美加汽车产品贸易协定打通两国之间的汽车制造工业的贸易边境。在20世纪70年代，能源危机爆发以及担心外资掌控着国家的制造业，促使总理皮埃尔·特鲁多的自由党政府制订国家能源计划和外国人投资审查机构。但在20世纪80年代，进步保守党总理马丁·布赖恩·马尔罗尼废除国家能源计划并将后者改名为加拿大投资，以鼓励外资到加拿大进行投资。1988年，加拿大与美国签署的美加自由贸易协定消除两国之间的关税，而于1994年美加自由贸易协定扩展为北美自由贸易协定，将自由贸易区扩展至墨西哥。在90年代中期，自由党总理让·克雷蒂安开始紧缩开支，逐步还清国家债务。
2008年，次贷危机波及至加拿大并导致经济大衰退，令失业率上升。2009年10月，加国全国的失业率达8.6％，但各省之間的失業率懸殊，從失业率只有5.6%的马尼托巴省（全国最低）到最高的紐芬蘭與拉布拉多失业率高达17%。2008年到2010年之间，该国减少16万全职工作岗位和22万永久职位。2010-2011财政年，加拿大的联邦债务为5567亿美元，相比于2008－2009财政年的4637亿美元加国的债务有所增长。此外，加拿大的外债在2010年第一季度從410亿美元上升至1940亿美元。但是，由於该国较保守的银行体系以及政府在金融危机前有财政盈余和实行已久的调低国债政策，使其受经济大衰退的影响比其他八国集团成员国少。2013年，整体上加拿大的经济已稳定下来，但它依然被经济增长放缓，欧债危机以及失业率高企等问题困扰。与此同时，联邦政府和当地许多产业开始将贸易扩展至新兴亚洲市场，尝试使加拿大出口多元化。2011年，亚洲是加拿大第二大的出口市场，仅次于美国。但是，为了增加出口石油到中国而建议兴建的恩桥北关输油管道引起广泛争议。

## 科技

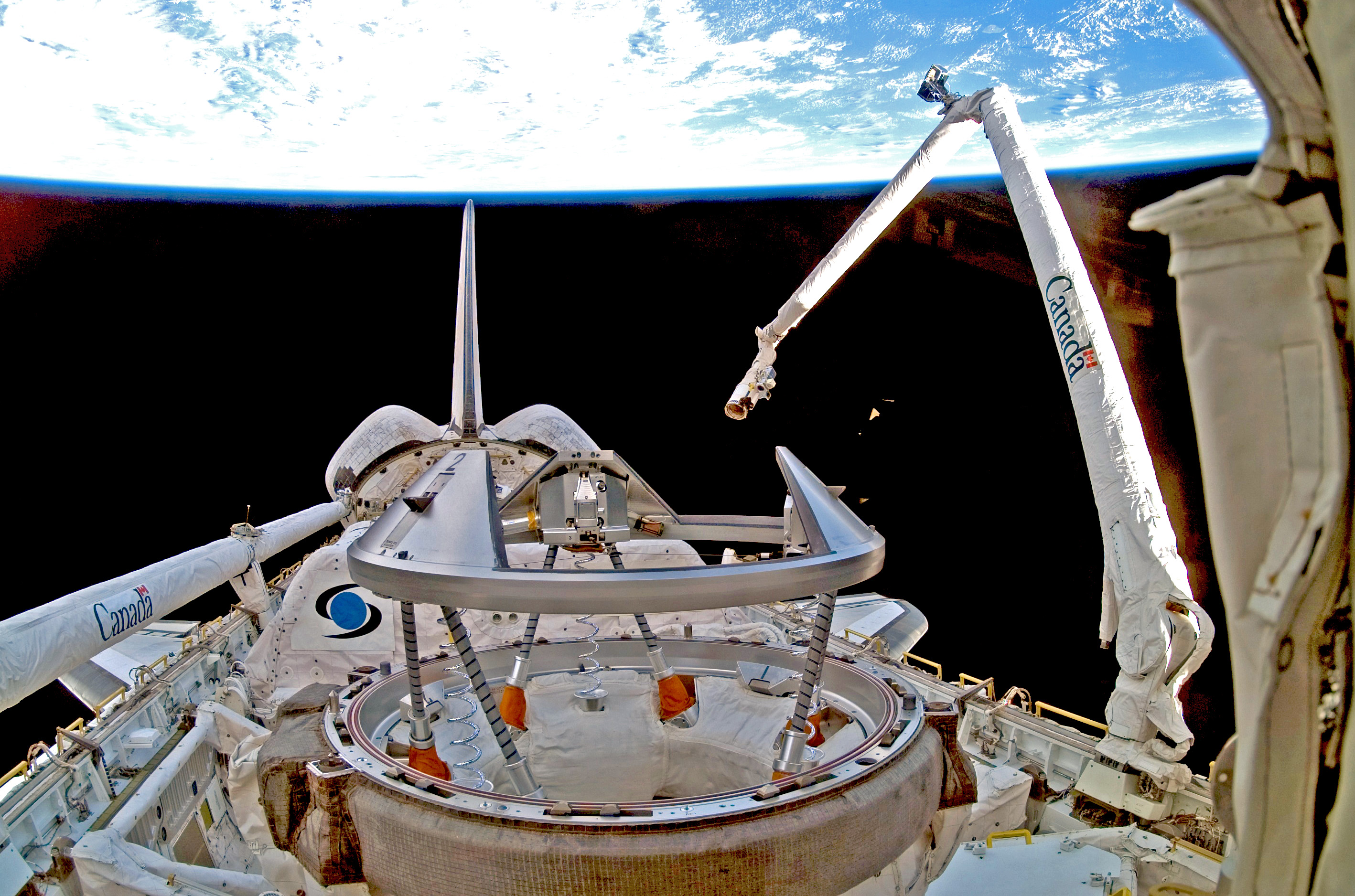
2006年，安装在发现号航天飞机上的加拿大机械臂帮发现号执行STS-116任务

2011年，加拿大投入大约299亿加元用作研究开发。截至2012年，加拿大在物理，化学和医学方面培育14位诺贝尔奖得主，并同年在一个有关科学家的大型国际调查中在科研质量方面名列全球第四。加拿大也有许多国际性的高科技公司。该国在各国互联网使用者数目上排行第17位，有超过2840万名用户，相等于2012年其总人口的83％。
加拿大太空局对探索太空计划十分积极，例如外太空，行星和航空技术研究以及发展火箭和卫星科技。1962年，当云雀1号成功升空之后，加拿大便成为第三个能自行研发，建造和发射人造卫星到太空的国家，仅次于苏联和美国。1984年，馬克·加諾成为该国第一位太空人。2013年，加拿大共有9位太空人曾进入太空，参加超过十五次载人飞行任务。
加拿大参加兴建国际空间站的计划，并是太空机器人技术的先驱，它为国际空间站和美国国家航空航天局的航天飞机建造加拿大臂，加拿大臂2号和特克斯特号三个机械人。自1960年，加国的航天科技公司为商业市场设计和制造多种型号的卫星，例如RADARSAT1号和2号，ISIS卫星以及MOST卫星等。它同时也成功研发和制造一些被广泛使用的探空火箭，例如黑布兰特，自它在1961年推出之后已被使用超过一千次。

## 人口
加拿大人的種族（2016年人口普查）
根据2021年人口普查，加拿大共有36,991,981名居民，较2016年增长约5.2%，为1871年加拿大第一次人口普查时的10倍。自加拿大建国以来，人口中心正在逐渐向西扩张，1871年时大部分的加拿大人住在东部的四个省份（安大略，魁北克，新不伦瑞克和新斯科舍），而2016年普查表明，将近1/3的人口住在草原三省以及西部（马尼托巴，萨斯喀彻温，阿尔伯塔和卑诗）。
加拿大在七国集团中是人口增长率最快的国家，年均增长1%。2016年人口相比2011年增长了170万。移民是该国人口增长的主要因素（约占2/3），而另外1/3则为自然生育。
因為緯度高，约80%的多數国民集中居住在南方，离美国边境（不包括阿拉斯加边境）不超于150公里（93英里）的地方。他们大部分都是居住在魁北克市-温莎走廊，不列颠哥伦比亚省低陆平原和在艾伯塔省的卡尔加里-埃德蒙顿走廊。加拿大的纬度从北纬83度伸展至北纬41度，而约95%的人口居住在低于北纬55度的地區。与许多发达国家一样，加拿大也正在經歷人口转型，人口逐渐老化，退休人士增加和在工作年龄内的人口减少。2006年，加拿大人口的平均年龄为39.5岁，而在2011年便增长至39.9岁。2013年，加拿大人的平均预期寿命为81.5年。
根据2006年人口普查，加拿大最大的种族为“加拿大人”（不自称祖籍，大多具有不列颠英/苏/爱三岛血统），占全国人口的32％，其次为英裔加拿大人（21%），法裔加拿大人（15.8%），苏格兰裔加拿大人（15.1%），爱尔兰裔加拿大人（13.9%），德裔加拿大人（10.2%），意大利裔加拿大人（4.6%），华裔加拿大人（4.3%），第一民族（4.0%），乌克兰裔加拿大人（3.9%）和荷兰裔加拿大人（3.3%）。大约有600个族群被政府认定为第一民族。
原住民的人口增长速度是国家本身的人口增长速度的两倍，而在2006年加拿大约有4%的人口称他们拥有原住民身份，另外有16.2％的人口属于非原住民的有色人种少数裔。2006年，那些有色人种少数裔群被定義得十分廣泛，包括有南亚裔加拿大人，华裔加拿大人，黑人，拉美人等。2001年至2006年，加拿大的有色人种少数裔的人口增长27.2％。在1961年，只有不到2%的加拿大人（约30万人）可被列为少数族裔，和不到1%的人口是原住民。在2007年，近五分之一（19.8%）的人口都在外国出生，其中有近60％的新移民是来自亚洲（包括中东地区）。该国的移民主要是来自中国，菲律宾和印度。現有华裔約171万，根据加拿大统计局的数字，在2031年加拿大的有色人种少数裔群将会占其总人口的三分之一，這將會跟今日的美國相似。
加拿大是世界上移民率最高的国家之一，主因是受该国的经济政策和家庭移民政策影响。2012年，有257,887人移民至加国。大多数新移民都会生活在多伦多，蒙特利尔和温哥华等主要城市。加拿大也接受大量难民，它所接受的难民占全球难民数量的10%以上。
加拿大約有140萬原住民，佔總人口的4%，主要包括「第一民族」（First Nations）、因紐特人（Inuit）和梅蒂人（Métis）；其中第一民族人數最多，約85萬人，實際上就是加拿大的「印地安人」。近年來加拿大的極具爭議的原住民人權逐漸受到關注，成為該國面對其歷史錯誤的一部份，加拿大仍在對這部分黑暗的過去進行揭露和反思。

## 宗教
加拿大宗教（2021年加拿大人口普查）
加拿大憲法保障宗教自由，尊重多元文化和保障不同宗教的信仰自由。
根据2021年的人口普查，加拿大有53.3%的人口信仰基督教，其中天主教會是基督教中最大的教會，天主教徒占总人口的29.9%。加拿大联合教会（由七成的加拿大長老教會與其他如加拿大衛理公會、加拿大公理會共同締結。）为加拿大最大的新教教派，其教徒占总人口的3.3%，其次是加拿大圣公会（3.1%）和浸信会（1.2%）。而有约34.6％的国民表示没有宗教信仰。其他宗教分別為伊斯兰教（4.9%）、印度教（2.3%）、錫克教（2.1%）、佛教（1%）和猶太教（0.9%），為信徒數各別佔總人口數的百分比。

## 教育
加拿大的教育是由各省和地区分开负责。加拿大的强制入学年龄為5-7岁至16-18歲，使其有约99％的成人识字率。截至2011年，在25至64岁的成年人中有约88%的人已获得高中学历，相比于经济合作与发展组织的平均水平（74%）高。2002年，在25至64岁的加拿大人中有约43%的人拥有大专学历，而在25至34岁的人中有约51%的人拥有大专学历。根据全国广播公司在2012年的报告，加拿大是世界上教育程度最高的国家。国际学生能力评估计划显示加拿大学生的水准远高于经济合作与发展组织的平均水平，特别是在数学、物理、科学和阅读范畴。

## 语言
根据《加拿大人权利与自由宪章》第十六条以及联邦《官方语言法令》，加拿大的官方语言为英语和法语，而它的官方双语政策是由官方語言專員辦事處执行。英语和法语在联邦法院，國会以及任何联邦机构中都享有同等地位。如果该区域有足够需求，在该区域的公民有权要求任何联邦机构以英语或法语提供服务。而在各省份和地区都一定有使用官方少数族群语言教学的学校以保障使用官方少数族群语言的加拿大公民。

加拿大語言分佈；
英語人口–56.9%
英法雙語– 16.1%
法語– 21.3%
人口稀少區域

英语和法语在加拿大社会中是最常用的语言，有约59.7%的加拿大人以英语为母语，而另外有23.2%的加拿大人以法语为母语。其中57.8%的国民只会说英语，22.1%的国民只会说法语，而有17.4%的国民能说英法兩語。有73.0%的社区是以英语为母语，而另外有23.6%的社区是以法语为母语。
1977年，在魁北克省通过的法语宪章确立法语在魁北克为官方语言的地位。虽然超过85％会说法语的加拿大人都居住在魁北克省，但在安大略省、艾伯塔省和马尼托巴省南部也居住着一定数量的法语人口，安大略是除了魁北克外居住着最多法语人口的省份。新不伦瑞克省是唯一将英语和法语均定为官方语言的省份，说法语的阿卡迪亚人占该省总人口的33%。在新斯科舍省西南部，爱德华王子岛中西部和布雷顿角岛也居住一定数量的阿卡迪亚人。
有一些省份并没有明确的官方语言，但是在那些省份的教育机构，法庭及其它政府机构主要会使用英语和法语。马尼托巴，安大略和魁北克允许使用英语或法语在立法机关进行发言和颁布法律，而在安大略，法语拥有部分官方语言地位，但不及英语。在加拿大境内有11类第一语言，而那些语言更可被细分为超过65种语言和方言。其中只有克里语、因纽特语和奥杰布瓦语有大量流利使用的人口，也只有这三门语言被认为即使在长时间内也不会消失。在西北地区有多种原住民语言有着官方语言的地位。而因纽特语是努納武特最常用的语言，并是当地三种官方语言之一。
在2011年，有近680万加拿大人的母语不是英语或法语，在这些非官方語言的母语中比较常见的有汉语族語言（1,072,555，其中粵語372,465，官话248,705）、旁遮普语（430,705）、西班牙语（410,670）、德语（409,200）和意大利语（407,490）。

## 文化

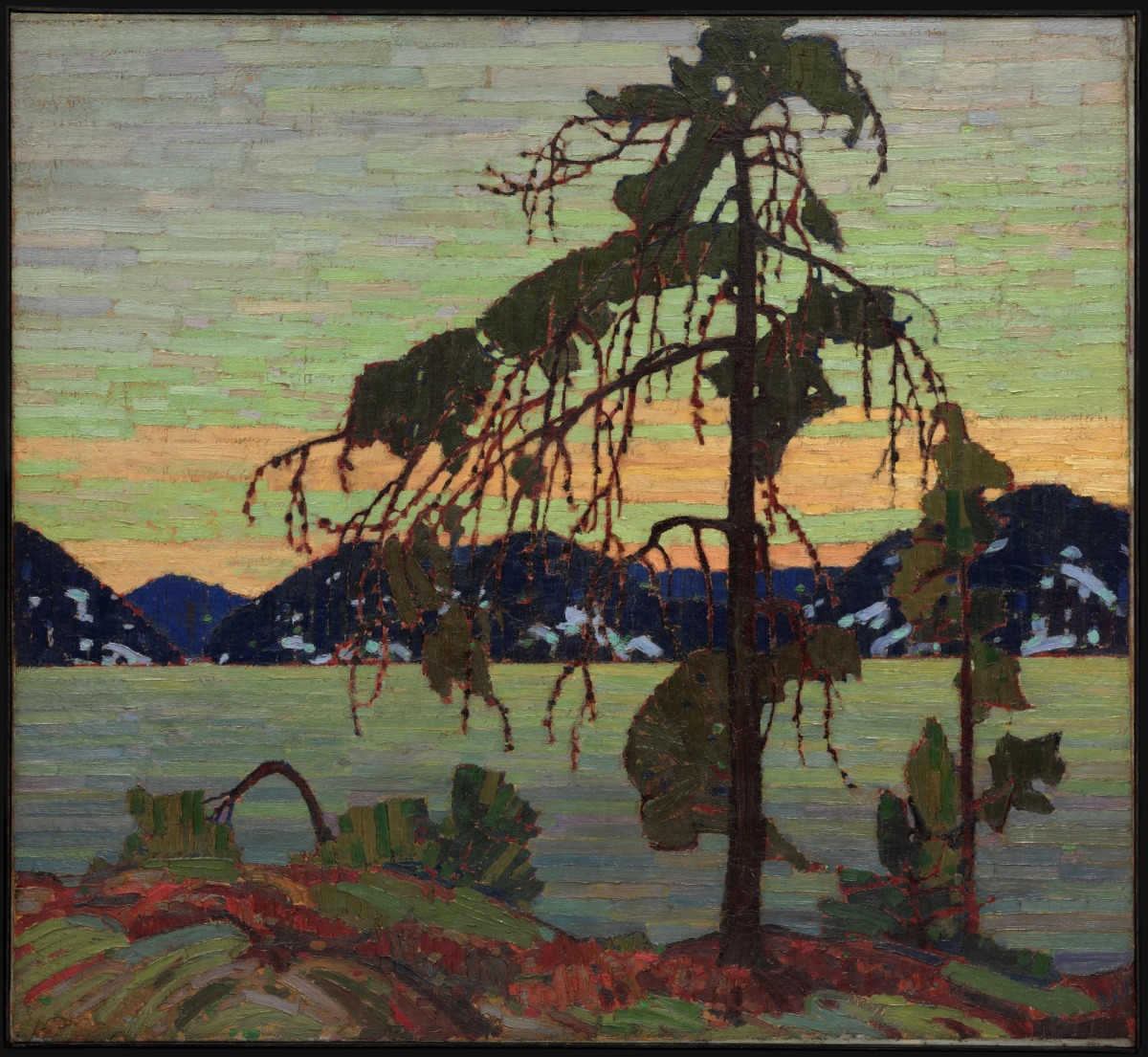
汤姆·汤姆逊的作品北美短叶松，收藏于加拿大国家美术馆

加拿大是个多民族国家，其文化受各种族影响而呈多样化，多元文化主义受宪法保护。在魁北克省，魁北克人对自己的身份有十分强烈的身份认同，而魁北克文化与英式加拿大文化有着鲜明的对比。从全国整体来看，加拿大呈现出显著的文化马赛克现象——即加拿大文化是由不同地区、原住民以及不同种族的次文化构成。而政府的政策，例如公共医疗系统、废除死刑、致力消除贫困、严格的枪枝管制和開放同性婚姻也进一步塑造加拿大的文化。
历史上曾为英国和法国的殖民地，加拿大文化深受该两国及原住民的文化和传统影响。而原住民的语言，艺术及音乐依然影响著加拿大人的身份认同。许多加拿大人十分珍视多元文化，并视多元文化为该国的一部分。美国的娱乐事业及媒体在英式加拿大文化中十分受欢迎，但同时加拿大的文化产物和艺人于美国以及世界各地也同样受欢迎。而它的文化保育也得到联邦政府，法律以及加拿大广播公司，加拿大国家电影局及加拿大广播电视及通讯委员会等一些机构的支持。
加拿大艺术家在视觉艺术方面取得巨大成功，例如汤姆·汤姆逊——全国最有名的画家之一，以及绘画七人团。汤姆逊绘画加拿大山水画的生涯超过十年，直至他于1917年去世。而绘画七人团的目光聚焦于理想主义以及国民意识，这个团体在1920年5月第一次崭露头角。自1950年以来，加国政府便把因纽特人风格的艺术作品作为礼物送给外国贵宾。

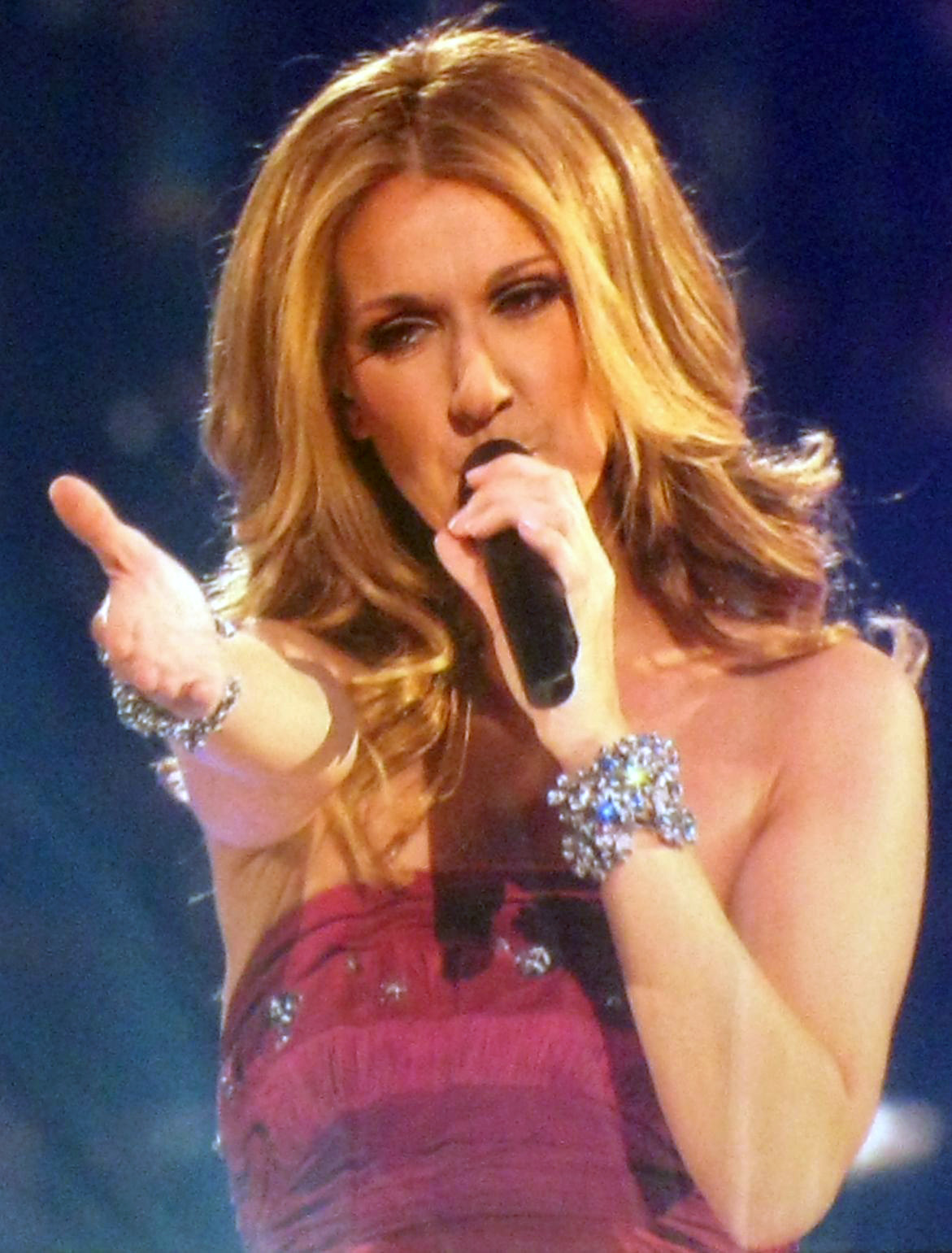
席琳·迪翁在2008年蒙特利尔演唱会上表演

加拿大的音乐产业产生许多世界知名的作曲家，音乐家和乐团。它的音乐放送是由加拿大广播电视及通讯委员会管理。由加拿大唱片艺术与科学学院举办的朱诺奖是加拿大音乐界的最高荣誉。加拿大的爱国音乐最早可以追溯至1800年代，而与英国的爱国歌曲有着明显的差异。加拿大最早的一首爱国音乐，《大胆的加拿大人》是于1812年撰寫。而该国的国歌《啊，加拿大》最初是由魁北克省副总督西奥多·罗比塔耶于1880年的魁北克日上首次使用，而于1980年被正式定为国歌。该歌是由卡利克萨·拉瓦莱编曲，并由阿道夫-巴西勒·鲁蒂埃爵士填词，最始只有法文歌词，而于1906年才被翻译成英文歌词。

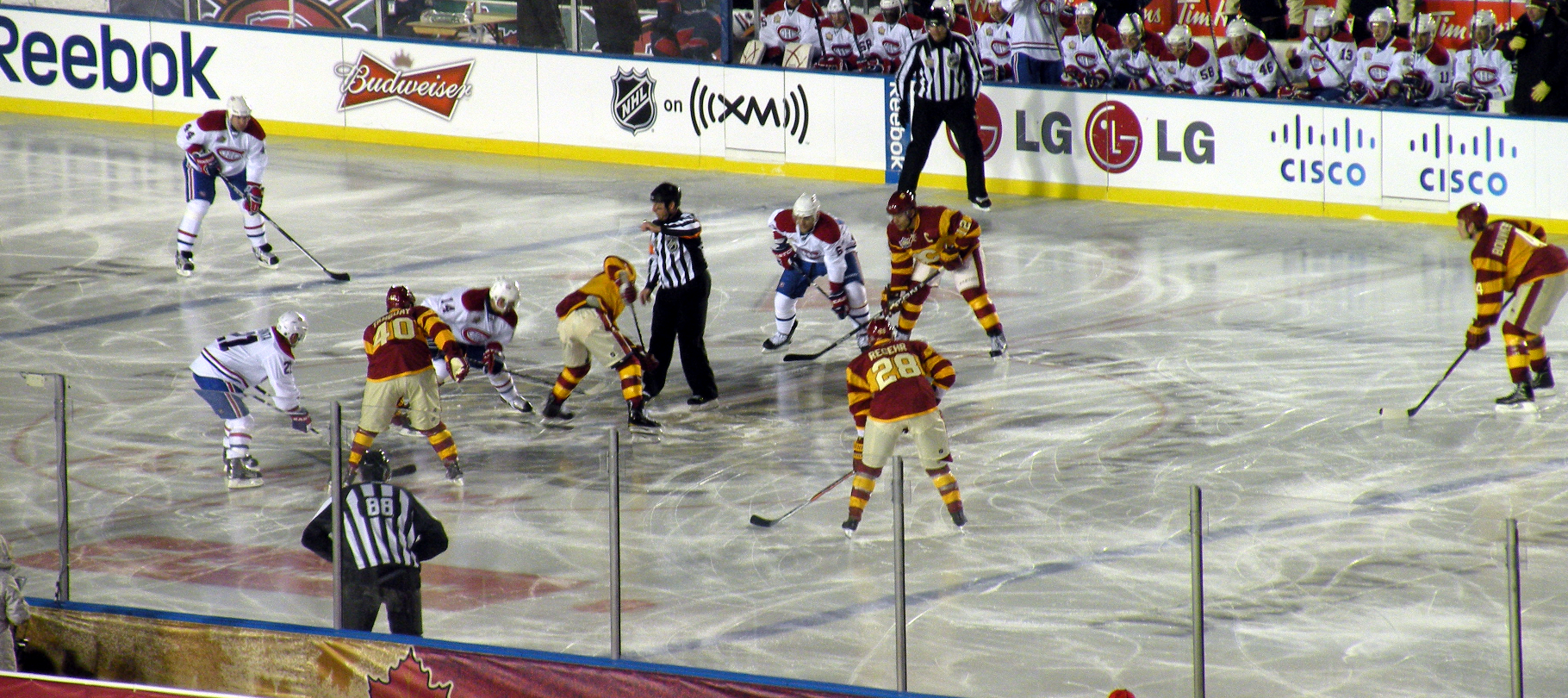
一場典型的冰球賽事，由卡加利火焰對上蒙特婁加拿大人

加拿大的体育历史可追溯至18世纪70年代。该国的国家运动为冰球和曲棍球。加拿大最大的八座城市中的七座——多伦多、蒙特利尔、温哥华、渥太华、卡尔加里、埃德蒙顿和温尼伯均有国家冰球联盟经营权。而其他受欢迎的运动还有冰壶和加式足球，而加式足球的职业联赛为加拿大加式足球联赛。高尔夫球、网球、棒球、滑雪、板球、排球、橄榄球、英式足球和篮球在年轻人中也有一定流行度，但并没有很多职业联赛。加拿大只有一队职业棒球队，多伦多蓝鸟队，和一队职业篮球队，多伦多猛龙队。自1900年奥运会开始加国参加几乎每一届奥运会，并主办过几个具高知名度的国际体育赛事，包括1976年蒙特利尔夏季奥运会、1988年卡尔加里冬季奥运会、2010年温哥华冬季奥运会、1994年世界篮球锦标赛、2007年U20世界杯足球赛、2015年国际足联女子世界杯等，加拿大也將與美國及墨西哥聯合舉辦2026年國際足協世界盃。
加拿大的国家象征深受自然，历史及原住民影响。以枫叶作国家象征的历史可追溯至18世纪初，枫叶被描绘在以前及现在的加拿大国旗，一分钱以及在加拿大国徽上。而其它国家象征还有河狸、加拿大雁、普通潜鸟以及皇家加拿大骑警。
加拿大节日分为全国性的节日和各省地方性的节日。大多数的节日为基督宗教节日，如圣诞节和耶稣受难日。其它宗教的节日也在全国社会中广为接受，如犹太教、伊斯兰教和印度教的节日。母亲节、父亲节、情人节、圣帕特里克节这些节日虽然不会放假，但是加拿大人也会隆重庆祝这些节日。感恩节是美国和加拿大共有的节日，原意是为了感谢上天赐予的好收成。但两者的日期并不相同。美国感恩节在每年11月的第四个星期四，而加拿大的感恩節在每年10月第二个星期一，与美国的哥伦布日相同。

## 延伸阅读
| 历史 - Francis, RD; Jones, Richard; Smith, Donald B. . Nelson Education. 2009. ISBN 978-0-17-644244-6. - Taylor, Martin Brook; Owram, Doug. . 1 & 2. University of Toronto Press. 1994. ISBN 978-0-8020-5016-8, ISBN 978-0-8020-2801-3 地理和气候 - Stanford, Quentin H (编). 6th. Oxford University Press (Canada). 2008. ISBN 978-0-19-542928-2. 政府和法律 - Malcolmson, Patrick; Myers, Richard. 4th. University of Toronto Press. 2009. ISBN 978-1-4426-0047-8. - Morton, Frederick Lee. . Frederick Lee. 2002. ISBN 978-1-55238-046-8. 军事 - Granatstein, JL. 2nd. University of Toronto Press. 2011. ISBN 978-1-4426-1178-8. | 经济 - (PDF). OECD Economic Surveys. 2013. - Council of Canadian Academies. . Council of Canadian Academies. 2012. ISBN 978-1-926558-47-9. 人口及统计 - Statistics Canada. . Federal Publications (Queen of Canada). 2008. - Statistics Canada. . Federal Publications (Queen of Canada). 2012-12. ISSN 0068-8142. Catalogue no 11-402-XWE (. 文化 - Andrew Cohen. . McClelland & Stewart. 2007. ISBN 978-0-7710-2181-7. - Magocsi, Paul R. . Society of Ontario, University of Toronto Press. 1999. ISBN 978-0-8020-2938-6. |

## 外部連結
- 加拿大政府（页面存档备份，存于） （英文）（法文）
- 加拿大移民、難民及公民部（页面存档备份，存于） （英文）（法文）
- 加拿大旅遊局（页面存档备份，存于） （英文）（法文）（西班牙文）（德文）（日語）（简体中文）